# Bahnhof Zhengzhou Ost
Der Bahnhof Zhengzhou Ost (chinesisch 鄭州東站 / 郑州东站, Pinyin Zhèngzhōu dōngzhàn) ist ein Bahnhof in Zhengzhou, der Hauptstadt der chinesischen Provinz Henan. Er wurde am 28. September 2012 im Zuge des chinesischen Hochgeschwindigkeitsprogramms eröffnet und war im Jahr 2015 flächenmäßig der viertgrößte Bahnhof der Volksrepublik China. Die Baukosten betrugen 6,3 Milliarden Yuan.

## Beschreibung

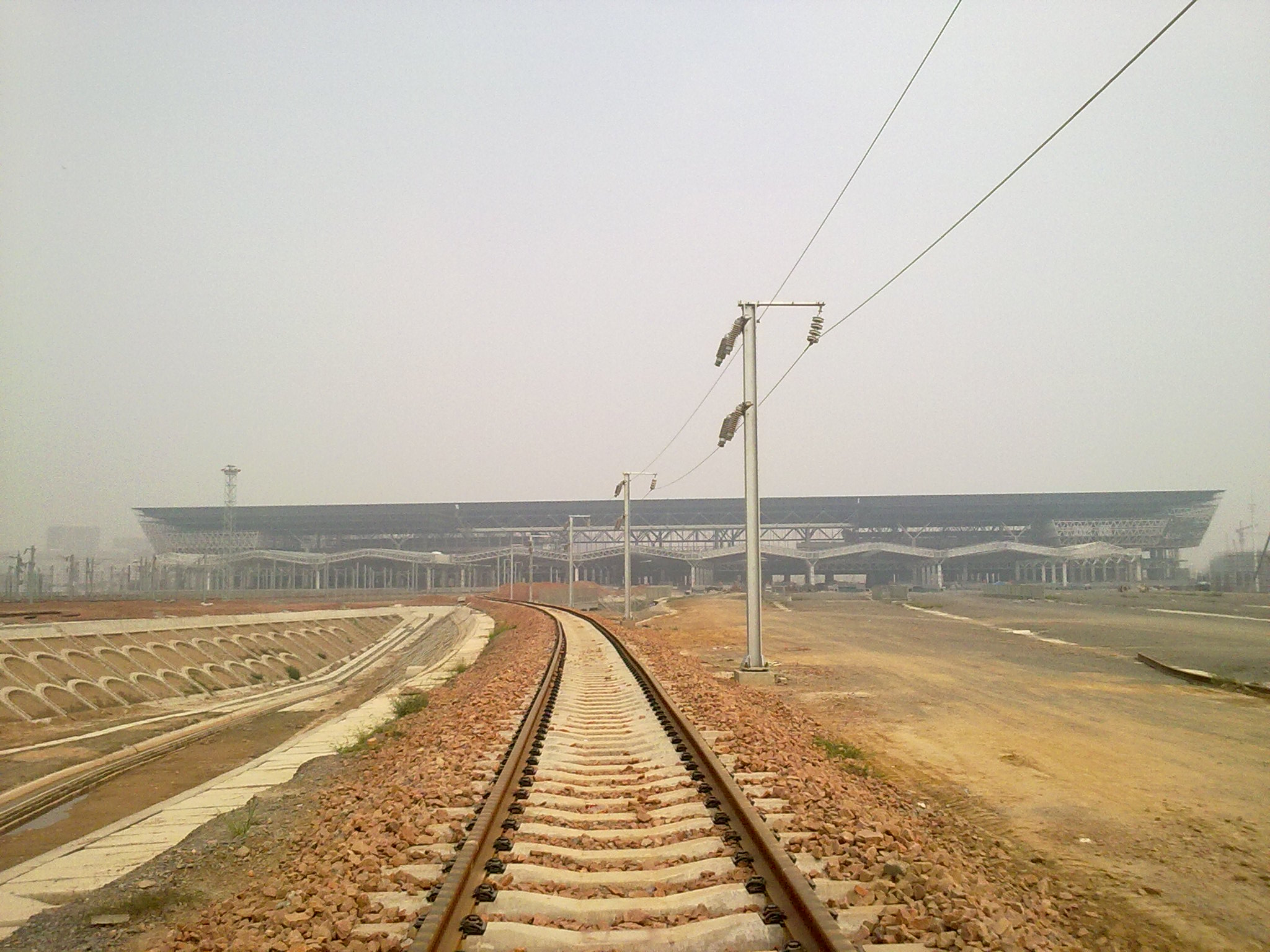
Gleisvorfeld ein Jahr vor Fertigstellung, 2011

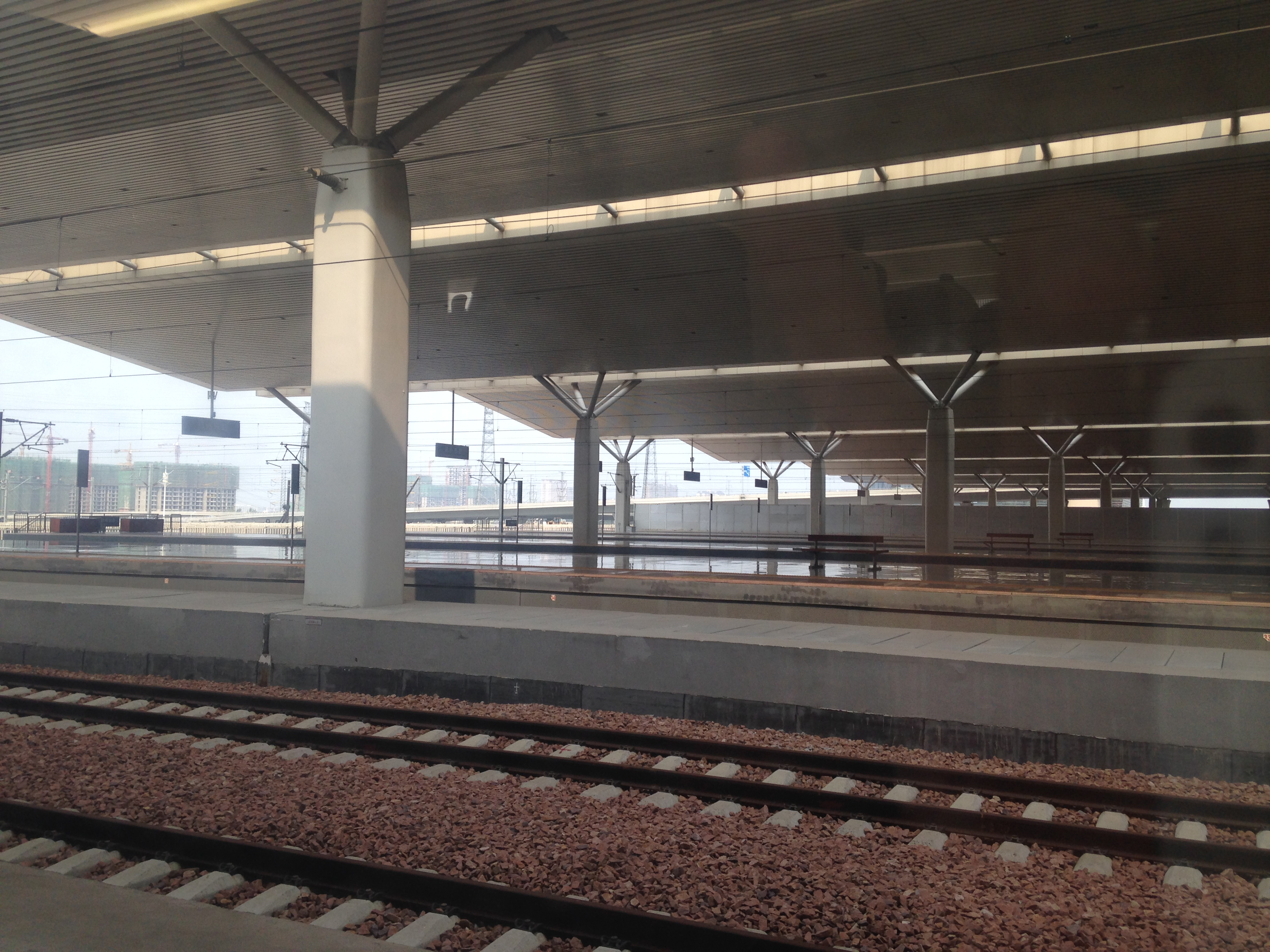
Blick vom Bahnsteig, 2015

Der Bahnhof Zhengzhou Ost verfügt insgesamt über 32 Gleise, davon zwei Durchgangsgleise und 30 Bahnsteiggleise. Die 16 Bahnsteige sind größtenteils als Mittelbahnsteige ausgeführt. Die Bahnsteige 1 bis 8 werden für die Schnellfahrstrecke Peking–Guangzhou verwendet, die Bahnsteige 10 bis 16 für die Schnellfahrstrecke Xuzhou–Lanzhou. Von Bahnsteig 9 fahren Züge beider Strecken ab.
Der Bahnhof erstreckt sich über eine Fläche von 412.000 m², davon entfallen 210.000 m² auf das Bahnhofsgebäude. Der Bahnhof Zhengzhou Ost besitzt fünf Ebenen, davon sind drei oberirdisch und zwei unterirdisch. Die unterste Ebene wird von der U-Bahn Zhengzhou genutzt, die darüberliegende Ebene ist ein Wartesaal für die U-Bahn. Im Erdgeschoss befinden sich die Fahrkartenschalter; darüber liegen die Bahnsteige, die wiederum durch eine quer verlaufende Halle mit Wartesaal und Schalter für die Sicherheitskontrollen überbrückt werden.

## Bedeutung für den Verkehr
Der Bahnhof Zhengzhou Ost gilt als größter Umsteigebahnhof Asiens. Sein hohes Verkehrsaufkommen resultiert dabei vor allem aus seiner Lage: Im Norden (Peking), Osten (Shanghai) und Süden (Hongkong und Guangzhou) liegen bevölkerungsreiche Städte, während von Zhengzhou aus über die Schnellfahrstrecke Xuzhou–Lanzhou auch zahlreiche Züge in den Westen Chinas angeboten werden – die Ost-West-Achse ist besonders zur Zeit des Chunyun stark frequentiert. Der Hauptbahnhof Zhengzhou und der Bahnhof Zhengzhou Ost bilden gemeinsam den zweitgrößten Eisenbahnknotenpunkt Chinas nach Fahrgastzahlen. Der Bahnhof Zhengzhou Ost ist für 58 Millionen Fahrgäste pro Jahr ausgelegt.